# Colegio mayor

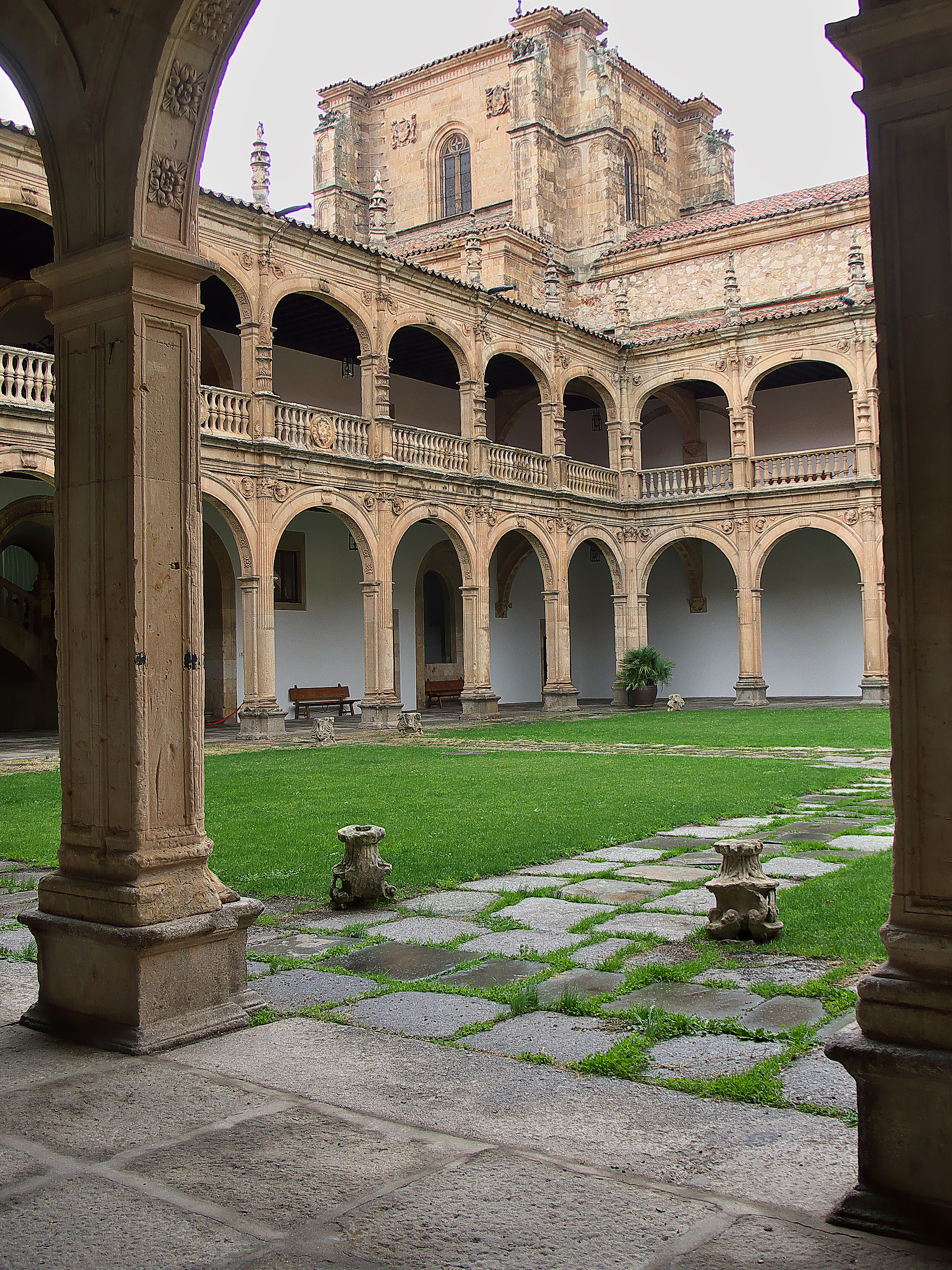
Patio del Colegio Mayor de Santiago el Zebedeo, en Salamanca.

Un Colegio Mayor es un centro residencial adscrito a una universidad. Estos centros tienen características diferentes según el país, por ejemplo en la ausencia o presencia de confesionalidad religiosa. Los colegios mayores se diferencian de las residencias universitarias en que además de alojamiento y manutención ofrecen actividades culturales, académicas, deportivas y - en España - religiosas. El objetivo que se han puesto estas instituciones en España, es promover, a través de la convivencia, la formación académica, científica, cultural, deportiva, humana y social de las colegiales y crear un ambiente adecuado para el estudio, a la vez que estimular y fomentar la participación y la corresponsabilidad en su funcionamiento.
En España, los Colegios Mayores son instituciones sin ánimo de lucro que tienen como finalidad el servicio a la sociedad. Contribuyen a la educación de quienes tienen vocación de participar activamente en el desarrollo cultural, político y socioeconómico del país.

## Historia en España
Históricamente, especialmente en las universidades españolas desde la Baja Edad Media hasta fines del siglo XVIII, un Colegio Mayor era una institución que impartía formación universitaria de grados mayores (licenciatura y doctorado), además de dar alojamiento. A veces eran una especie de prolongación de la universidad y otras fueron el germen de una universidad. A menudo eran fundaciones de mecenas con un fin muy determinado (p.e. el Colegio Mayor de Santiago el Zebedeo de Salamanca fue creado por el arzobispo de Santiago de Compostela, Alonso de Fonseca, para estudiantes de Galicia).
Funcionaban con una gran autonomía. Los profesores iban a dar clases, aunque luego los exámenes se debían rendir en la universidad. Los propios colegiales regían su Colegio en los aspectos administrativos y económicos y nombraban rector de entre ellos. Los estudiantes de los colegios más renombrados presumían durante toda su vida de haber pertenecido a ellos.
En la España del siglo XVI había seis Colegios Mayores: 
- Cuatro en Salamanca
  - San Bartolomé o Colegio Viejo (1401)[3]
  - Colegio Mayor de Cuenca (1500)
  - Colegio Mayor de Santiago el Zebedeo (1519)
  - Colegio Mayor de Oviedo (1521)

- Uno en Valladolid
  - Colegio Mayor Santa Cruz (1482)

- Uno en Alcalá de Henares
  - Colegio Mayor de San Ildefonso (1499)[4]

El Real Colegio Mayor de San Bartolomé y Santiago de Granada, fundado en 1649, es el único Colegio Mayor que continúa abierto desde que se fundó. Es el más antiguo de España (con la excepción del Colegio de San Clemente, para españoles en Bolonia).
También existían los Colegios Menores (o simplemente Colegios), donde se daba el grado menor (bachiller), que por entonces ya bastaba para ejercer un oficio.
Fundados y dotados por clérigos de alto rango, los colegios estaban originalmente destinados a los estudiantes de mérito y de origen modesto. En San Ildefonso, los estudiantes podían ser becarios porcionistas cuyos estudios eran pagados por alguna institución o por miembros de la alta nobleza, en ocasiones en condición de asistentes de los jóvenes miembros de esas casas nobles que acudían a estudiar. Ambos tenían que hacer frente a ocho cursos de un año cada uno (estudios de artes, derecho canónico, teología).
Los colegios mayores se apartaron de su destino inicial a medida que las plazas que ofertaban fueron monopolizadas por los hijos de la élite política española (aristocracia, nobleza y letrados). Desde mediados del siglo XVI ya era prácticamente imposible obtener una beca de colegial si no se pertenecía a la nobleza o si se era ajeno a los círculos de privilegio y nepotismo controlados por los antiguos colegiales, fenómeno que alcanzó una rigidez total a partir de mediados del siglo XVII. 
En un contexto de multiplicación de los títulos y escasez de cargos a desempeñar, estos últimos se aseguraron, por cooptación, el acceso a los colegios de mayor prestigio, la mejor opción como trampolín para acceder a brillantes carreras en las funciones más elevadas de los medios eclesiásticos o en los consejos y audiencias. Para un sistema pujante de clientelismo y patronaje, los colegios mayores se convirtieron en "una máquina formidable de reproducción de los servidores reales entre los hijos de los letrados", contribuyendo a una extensa captación de cargos y al cierre del aparato del Estado. De esta forma, estos letrados representaban el 57,9 % de los miembros del Consejo de Castilla con Felipe II (1578-1598-1621), el 68,5 % con Felipe IV (1605-1621-1665) y el 72,5 % con Carlos II (1661-1665-1700). De tal hecho nació sin duda el mote de Colegio Mayor que se aplicaba irónicamente a esa institución.
No se libró de este acaparamiento de cargos la propia Universidad y tal cosa también ocurría con las cátedras, en la que los "colegiales", acabaron con la anterior y saludable "meritocracia" cambiándola por un elitismo "de cuna". Como muestra, puede verse la lista de rectores de Salamanca que da Alejandro Vidal y Díaz en la que, a partir de 1610, se cuentan muy pocos rectores que no sean nobles o hijos de nobles, cuando en fechas anteriores ocurría exactamente lo contrario. 
Los Colegios Mayores en España fueron suprimidos temporalmente como consecuencia de las reformas ilustradas, en 1798[cita requerida] y volvieron a reabrirse tras la Guerra Civil y la llegada de Franco al poder. El objetivo era formar una clase dirigente para su régimen.[cita requerida] Sin embargo, lejos de perpetuar el régimen, muchos se convirtieron en focos desde los que se irradiaba pensamiento crítico, disidencia y activismo político, proporcionando un espacio contestatario.[cita requerida]

## Los Colegios Mayores Universitarios en la actualidad

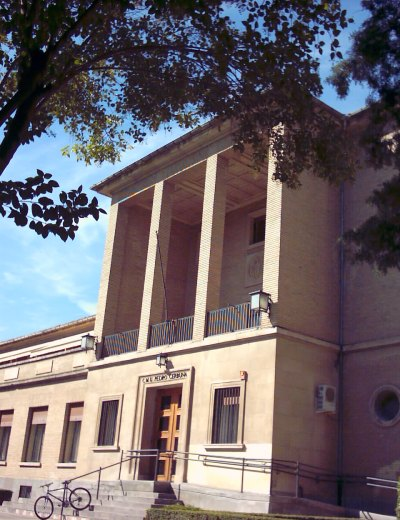
Colegio Mayor Universitario Pedro Cerbuna de la Universidad de Zaragoza, ejemplo de colegio mayor contemporáneo, usado como residencia estudiantil.

Actualmente, los Colegios Mayores son centros que proporcionan alojamiento y promueven la formación de los estudiantes universitarios. Pueden ser de fundación directa por parte de una Universidad o de titularidad privada, pero siempre han de estar adscritos a una. Los colegios mayores están situados normalmente en las inmediaciones del campus y suelen ofrecer una serie de servicios demandados por los estudiantes universitarios: alojamiento, manutención, lavandería, pero sobre todo actividades complementarias.
Son estas últimas las que diferencian hoy en día a los Colegios Mayores Universitarios de las Residencia de Estudiantes. 
- La Ley española 49/2002 reconoce a los colegios mayores universitarios como entidades de especial protección por su carácter benéfico-docente y aunque tienen que ser económicamente viables, son principalmente entidades sin ánimo de lucro.
- Los colegios mayores son centros universitarios reconocidos legalmente en España, integrados en la Universidad. De ahí que sea el Rector el que confirma el nombramiento del director/a del centro.
- Los colegios mayores en España han de tener un proyecto formativo orientado a complementar los conocimientos que los estudiantes aprender en su facultad. En este sentido son "comunidades de aprendizaje en las que que los jóvenes puedan entrar en contacto con distintas disciplinas que contribuyen a su formación holística: teatro, deporte, voluntariado, fotografía, viajes culturales, debate, tertulias, poesía, música, conferencias…".
- Gran parte del peso de la organización del mismo recae sobre los mismos residentes que se organizan a través de comisiones y asambleas participando así en la gestión de los centros.[10]

En Latinoamérica, estas instituciones tienen la denominación de Residencia Universitaria o pensionado o pensión universitaria.

## Colegios mayores españoles y novatadas
En España, cada comienzo de curso, las novatadas universitarias son objeto de atención especial de los medios de comunicación, signo de la sensibilidad creciente de la opinión pública hacia ellas. Las novatadas universitarias han promovido declaraciones en el Senado Archivado el 6 de agosto de 2018 en Wayback Machine. a iniciativa de los propios Colegios Mayores Universitarios, que desde hace años promueven iniciativas para abordar el problema y buscar soluciones, tanto dentro de sus centros como en colaboración con las autoridades y administraciones. En esta misma línea, la Policía Nacional elaboró en 2015 un Plan para combatir las novatadas en colaboración con los Colegios Mayores.
En el año 2013 se publicó un estudio sobre las novatadas editado conjuntamente por el Consejo de Colegios Mayores de España y la Universidad Pontificia de Comillas. Pero el problema está todavía lejos de una solución, y cada principio de curso sigue afectando a miles de estudiantes que se incorporan a la vida universitaria en contextos residenciales (colegios mayores y residencias universitarias). El trabajo más completo y centrado en la realidad española es Las novatadas. El maltrato como diversión, dirigido por el antropólogo Ignacio Fernández de Mata, editado en 2021 por Mc-Graw-Hill. 
<